# Fired Up (Alesha Dixon)
Fired Up è l'album di debutto da solista di Alesha Dixon, ex membro del gruppo musicale Mis-Teeq. L'album era previsto per il 6 novembre 2006, ma è stato posticipato indefinitivamente, ed alla fine è stato pubblicato solo in Giappone nel 2008.

## Tracce
1. Hypnotik (Alesha Dixon, Johnny Douglas, Nina Woodford)
2. Lipstick (Anders Bagge, Henrik Janson, Dixon, Peer Åström)
3. Fired Up (Dixon, Douglas, Woodford)
4. Knockdown (Dixon, Brian Higgins, Giselle Sommerville, Miranda Cooper, Shawn Lee, Tim Rolf Larcom)
5. Superficial (Dixon, Douglas, Woodford)
6. Ting-A-Ling (Dixon, Richard Stannard, Matthew Rowbottom)
7. Free (Bagge, Dixon, Vula, Åström)
8. Everybody Wants to Change the World (Craigie Dodds, J'Nay)
9. Let It Go (Dixon, Douglas, Judie Tzuke)
10. Lil' Bit of Love (Dixon, Douglas, Judie Myers)
11. Turn It Up (Paul Epworth)
12. Everywhere I Go (Dixon, Douglas, Estelle Swaray)
13. Voodoo (Craigie)
14. Lipstick (Agent X remix) (Bagge, Janson, Dixon, Åström)
15. Knockdown (K-Gee Heat remix) (Dixon, Higgins, Sommerville, Cooper, Lee, Larcom)